# Václav Melzer
Václav Melzer (26. srpna 1878 Vlkýš – 1. května 1968 Domažlice) byl český pedagog a mykolog.

## Život
Patřil do skupiny mykologů, která na počátku 20. století vzešla z řad českých učitelů (mezi dalšími do ní patřili např. Jindřich Kučera, Rudolf Veselý nebo František Tyttl). Podstatnou část svého života působil na Domažlicku.
Ve svém díle se věnoval především holubinkám – vydal první české publikace specializované právě na tento rod vyšších hub. Objevil a popsal holubinku rašelinnou (Russula helodes Melzer 1929) na základě sběrů v oblasti Soběslavských blat a dále novou varietu holubinky jízlivé (Russula sardonia var. mellina Melzer 1927). Mykolog Josef Velenovský nazval jeho jménem nový druh hřib Melzerův (Boletus Melzerii Velen. 1922), který Melzer sbíral roku 1920 u Čechtic u Ledče.

## Dílo
- Holubinky. 1. vyd. Praha: Kvasnička a Hampl, 1944. 52 s.